# Sel de Krogmann
Le nom sel de Krogmann fait le plus souvent référence à un complexe à valence mixte du platine dont la formule est K2[Pt(CN)4X0,3], où X correspond souvent au brome (parfois au chlore). Certains sels métalliques contenant le complexe [Pt(CN)4]2− peuvent aussi être appelés "sels de Krogmann".
Modélisé comme une chaîne moléculaire infinie d'atomes de platine à une dimension, la forte anisotropie et la dimensionnalité réduite des sels de Krogmann fait que ces composés ont des propriétés intéressantes en nanotechnologie.
i

## Histoire
La synthèse d'un sel de Krogmann fut réalisée pour la première fois par le Klaus Krogmann à la fin des années 1960 à l'université de Stuttgart en Allemagne. Krogmann a alors publié l'article original traitant de la synthèse et de la caractérisation de ces sels en 1929.

## Structure et propriétés physiques

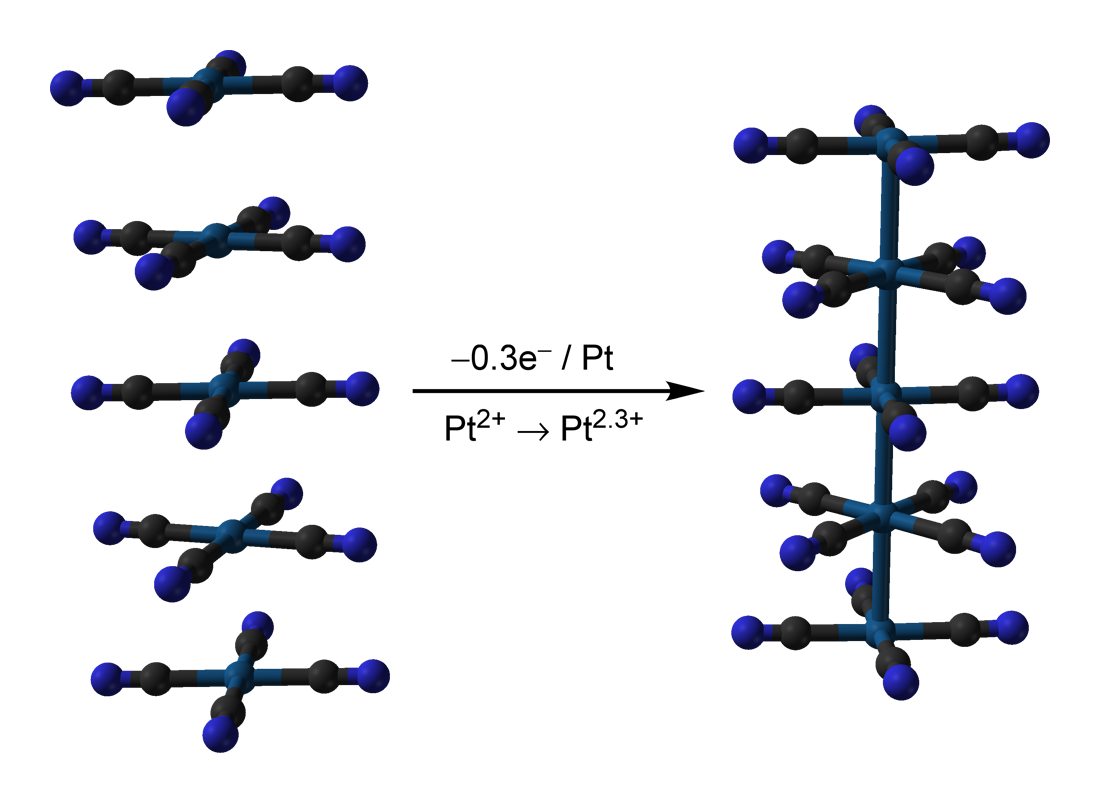
n[Pt(CN)_{4}^{2−} → ([Pt(CN)_{4}^{1.7−})_{n}

La structure des sels de Krogmann est un empilement partiellement oxydés de complexes anioniques tétracyanoplatinate, reliés par des liaisons platine-platine sur les faces supérieures et inférieures des anions [Pt(CN)4]n-  

Ce sel forme une chaîne infinie à l'état solide qui s'explique par un recouvrement des orbitales dz2 du platine. La distance Pt-Pt est de 288,0 pm, soit beaucoup plus petite que dans les autres complexes plan du platine comme
Ca[Pt(CN)4]·5H2O (336 pm), Sr[Pt(CN)4]·5H2O (358 pm), et Mg[Pt(CN)4]·7H2O (316 pm).
La distance Pt-Pt dans les sels de Krogmann est plus longue que dans le platine métallique d'à peine 10 pm.
Les sels de Krogmann ont un système cristallin tétragonal. Chaque maille élémentaire a, dans un site, un ion Cl−, avec une stœchiométrie de 0,5 Cl− par atome de Pt. Ce site n'étant rempli seulement que 64 % du temps, la stœchiométrie réelle n'est que de 0,32 Cl− par Pt. Il en résulte que le nombre d'oxydation moyen du platine n'est jamais supérieur à +2.32 dans ce complexe.

## Propriétés chimiques
Une des propriétés les plus recherchées des sels de Krogmann est leur conductivité électrique inhabituelle due à sa structure de chaîne linéaire et au recouvrement des orbitales dz² du platine. Cette propriété en fait un matériau d’intérêt dans le domaine des nanotechnologies.

## Synthèse
La synthèse d'un sel de Krogmann s'effectue par évaporation d'un mélange 5:1 de  K2[Pt(CN)4] et K2[Pt(CN)4Br2] dans l'eau. On obtient des copeaux de couleur cuivrée de K2[Pt(CN)4]Br0.32·2.6 H2O.
5K2[Pt(CN)4] + K2[Pt(CN)4Br2] + 15.6 H2O → 6K2[Pt(CN)4]Br0.32·2.6 H2O
Le caractère non-stœchiométrique du sel de Krogmann est (dé)montré en changeant le rapport 5:1. L'excès de complexe de PtII ou de PtIV (suivant les cas) recristallise alors séparément.

## Utilisations
Les complexes présentant une structure de fil métallique moléculaire ont été un champ de recherche très actif au milieu des années 80. L'intérêt pour les empilements de liaisons métal-métal a ensuite fortement diminué jusqu'à revenir à la mode avec l'explosion des nanotechnologies. De nombreuses équipes se sont de nouveau penchées sur les sels de Krogmann et ses dérivés qui présentent une anisotropie importante, une dimensionalité restreinte et une bonne conductivité.
Des recherches sont en cours concernant des chaînes platinées alternant cations et anions ([Pt(CNR)4]2+ (R = iPr, c-C12H23, p-(C2H5)C6H4) et [Pt(CN)4]2− ). Ces chaines pourrait être utilisées pour constituer des capteurs vapochromiques ou des matériaux qui pourraient changer de couleur quand ils sont exposés à différentes vapeurs.
De la même manière que pour les sels de Krogmann platinés, il a été montré qu'il est possible de stabiliser des chaînes métalliques avec des hydrocarbures insaturés ou des oléfines. Il a été récemment découvert que les atomes de Pd0 et de PdII réagissent avec les polyènes conjugués pour donner des chaînes linéaires de platine protégées par une "gaine d'électrons-π".
Le complexe alors formé par les atomes métalliques et les ligands oléfines a la propriété d'être conducteur. Ces chaînes métalliques stabilisées constituent donc une importante contribution en chimie organométallique. La perspective de pouvoir créer des câbles moléculaire conducteurs, ouvre un large champ de possibilités pour des futures recherches, notamment dans les domaines de la microbiologie, des nanotechnologies et en électronique organique.